# Брэдлоу, Чарльз
Чарльз Брэдлоу (1833—1891) — английский политический деятель и оратор.

## Биография
Отец его, писец (клерк) у одного адвоката, жил бедно и мог дать сыну только скудное образование. С 12-летнего возраста он служил рассыльным у принципала своего отца; в 14 лет получил место в купеческой конторе; в часы, свободные от занятий, помогал учителю одной воскресной школы.
В 1848 г. на него сильно повлияло чартистское движение, и он усердно стал посещать чартистские митинги. В то же время в нём пробудились религиозные сомнения. Отец, при помощи духовных лиц, старался рассеять их, но не имел успеха, и сын, чтобы избежать упреков, оставил место, бежал из родительского дома и поселился у друга, разделявшего все его убеждения. С тех пор Брэдлоу брал частные уроки для восполнения пробелов своего образования, часто выступал на митингах, устраиваемых обществами трезвости, участвовал на сходках, собиравшихся в пользу польских и венгерских революционеров, писал стихотворения, которые посвящал Кошуту и Мадзини, читал и печатал лекции.
Познакомившись с Холиоком (Holyoake), основателем движения секуляристов, на 18-м году жизни издал первую свою брошюру: «А few words on the Christian Creed» (1850). Затем, чтобы не быть в тягость друзьям, завербовался в гвардейский драгунский полк, стоявший в Дублине. Вскоре умер его отец; мать и сестры Брэдлоу очутились в крайней нужде, тогда, в октябре 1853 г., он купил себе увольнение от военной службы и возвратился в Лондон, где скоро нашел место у адвоката, вполне ему сочувствовавшего и не мешавшего его агитации.
Чтобы оградить себя (и своего работодателя) от нападок, которые могли отнять у него кусок хлеба, он стал печатать свои статьи под псевдонимом «иконоборца». Этим эпитетом он верно определил характер своей агитации, стремившейся к радикальному преобразованию общественного строя, и вёл её с необыкновенной энергией и красноречием. Средствами для этой агитации служили ему и печатание статей и брошюр, и защитительные речи в судах, и беспрестанные разъезды по стране с целью личного участия в митингах, и пропаганда своих идей путём речей и публичных лекций; последние в продолжение многих лет он читал по преимуществу в собраниях рабочих.
В 1856 г. Брэдлоу издал целый ряд брошюр под заглавием: «Half hours with Freethinkers», и начал писать комментарии на Пятикнижие, изданные впоследствии под заглавием: «The Bibel as it is». В 1858 г. он, в качестве адвоката и журналиста, принял участие в защите книгопродавца Трюлева и д-ра Бернарда, обвинявшихся перед английскими судами в участии в покушении Орсини на жизнь императора Наполеона III. В этом же году он имел первые богословские прения с одним нонконформистским проповедником в Шеффилде и на место Холиока избран был президентом лондонского общества мирян (Secular society).
В 1858—1859 гг. был редактором свободомыслящей газеты «The Investigator». Благодаря многим богословским прениям, которые Брэдлоу в течение 1859 г. имел с нонконформистскими проповедниками и раввинами в Нортгемптоне, Шеффилде, Глазго и Галифаксе, имя его приобрело всеобщую известность. С одной стороны, около него собралась партия свободомыслящих из рабочих; с другой — вооружилось духовенство для систематического противодействия ему.
Кроме критического отношения к Библии, особенное впечатление на рабочие массы производил Брэдлоу решительностью, с которой указывал им на практические последствия учения Мальтуса. В политическом отношении он продолжал держаться своего прежнего сочувствия к республиканским идеям. В 1860 г. Брэдлоу для распространения своих взглядов основал еженедельный журнал: «The National Reformer». Во время Американской гражданской войны он защищал дело северных штатов. В 1866 г., избранный в число вице-президентов лиги реформы, принял усердное участие в агитации, приведшей в 1867 г. к Биллю о реформе.
В 1868 г. он выступил кандидатом радикальной партии в Нортгемптоне и получил серьезное меньшинство 1100 голосов. В следующее десятилетие продолжал разъезжать по стране и волновать общественное мнение своими лекциями, выпустил в свет целую серию книг. Из них следует отметить: «Heresy, its utility and morality» (1870); «Jesus, Shelley and Malthus, or pious poverty and heterodox happiness» (1877); «A plea for atheism» (1877); «The laws relating to blasphemy and heresy» (1878) и др. В 1877 г. его привлекли к суду за издание «Плодов философии» (Fruits of Philosophy) — сочинения, в котором он отстаивал практическое приложение учения Мальтуса к половым отношениям и которое обвиняли в преступной непристойности. Брэдлоу настаивал на научном характере своего сочинения; несмотря на то, он был осужден первой инстанцией, но освобожден от наказания, благодаря искусному указанию на допущенное судом нарушение законных форм.

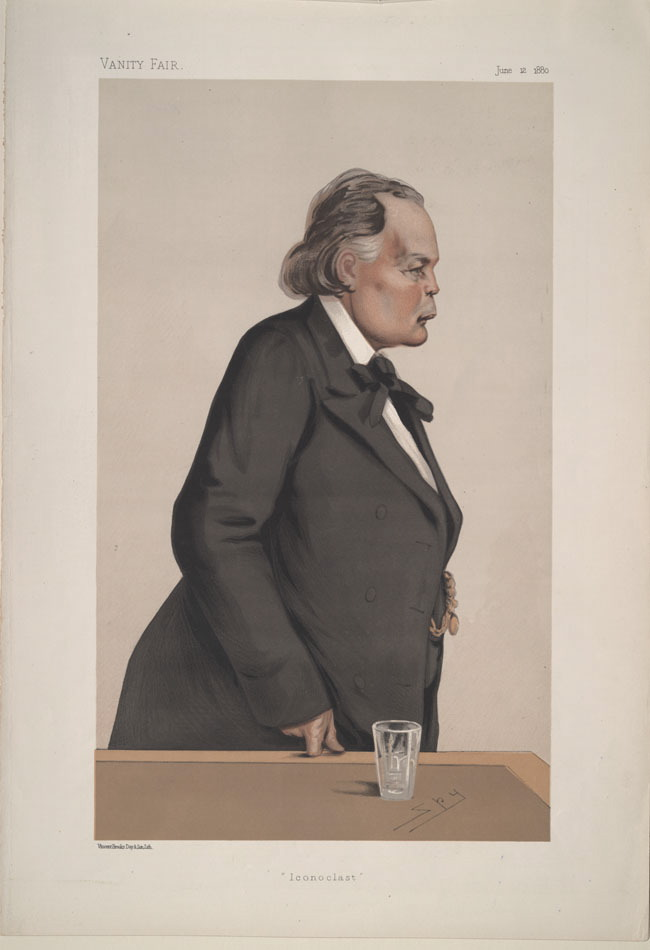
Брэдлоу в парламенте, рисунок из Vanity Fair

В 1880 году, на новых общих парламентских выборах, Брэдлоу был выбран депутатом от Нортгемптона. Как атеист, он отвергал обычную присягу с призыванием Бога и при открытии сессии 3 мая 1880 г. объявил об этом, предлагая вместо присяги торжественное обещание (англ. affirmation), уже несколько десятилетий тому назад допущенное для депутатов из сект, отвергающих присягу. Но так как высказаны были сомнения насчет того, чтобы упомянутая льгота могла быть допущена в данном случае, то палата для разрешения этого вопроса избрала особую комиссию. Последняя высказалась против Брэдлоу. Тогда Брэдлоу изъявил готовность дать требуемую присягу, но решением второй комиссии в этом ему было отказано; несмотря на то, он не хотел оставить палаты, и тогда, по предложению сэра Стаффорда Норткота, лидера консерваторов, был взят под стражу (23 июня). Уже на следующий день выпущенный на волю, он, благодаря посредничеству Гладстона, получил разрешение дать обещание и участвовать в прениях палаты, пока не будет судом разрешен вопрос о законности этого разрешения.
Судебное решение состоялось лишь 29 марта 1881 года и против Брэдлоу. Тогда он сложил с себя депутатские полномочия, но 9 апреля, снова избранный в Нортгемптоне, опять явился для принесения присяги. Консервативное большинство опять постановило не допускать Брэдлоу к присяге и в одном из последующих заседаний приняло резолюцию об употреблении силы, если Брэдлоу откажется оставить палату добровольно. 3 августа 1881 года пришлось привести эту резолюцию в исполнение, и в следующие за тем сессии не один раз повторялось, что Брэдлоу являлся в заседание палаты и заявлял о своей готовности принести присягу, но всякий раз предлагались и принимались резолюции о недопущении атеиста к совершению этого акта.
Когда в январе 1886 г. открылась сессия нового парламента, в который Брэдлоу опять был избран депутатом от Нортгемптона, то ему не помешали принести присягу, и с тех пор он смог заседать в палате, как её полноправный член.
Дочь Чарльза, Гипатия Брэдлоу Боннер, стала известной активисткой за вольнодумство, атеизм и пацифизм.